# Gropbron
Gropbron är en öppningsbar vägtrafikbro i Vänersborg. Bron är av dubbelklafftyp, trettio meter lång och har en segelfri höjd på fyra meter.
Nya Gropbron går över Karls grav vid kanalens mynning mot Vassbotten och därmed Vänern. Den förbinder stadsdelen Onsjö med centrala Vänersborg och är en av broarna mellan Vänersborgs centrum och grannstaden Trollhättan.
Bron invigdes 1966, då den ersatte den gamla Gropbron från 1912 några hundra meter längre åt sydost. Fram till 1991 gick riksväg 44 och riksväg 45 över bron.

## Historia
Kanalen Karls grav påbörjades i början av 1600-talet. 1641 grundades Vänersborg, som fick stadsrättigheter 1644, efter att man beslutat att flytta staden från Brätte längre in i Vassbotten. Detta innebar att Karls grav hamnade mellan staden och den viktiga Edsvägen. Fartygstrafiken i Karls grav inleddes under senare halvan av 1700-talet och då bör en öppningsbar bro ha funnits på platsen. Gropbron har också i viss utsträckning syftat på området och inte bara bron. När boktryckaren Johan Quist flyttade resterna av sitt tryckeri efter Vänersborgs brand 1834 angavs under några år Gropbron som tryckort på vissa handlingar från tryckeriet.
En bro där Gropbron i dag ligger skadades 1676, då svenska trupper under ledning av Hans Georg Mörner försökte försvara Vänersborg mot dansk-norska trupper som leddes av Ulrik Fredrik Gyldenlöve. Bron ingick då i en förpost till Vänersborgs försvarsverk. De svenska trupperna satte eld på bron i ett misslyckat försöka att hindra anfallet. Det saknas under lång tid närmare beskrivningar av bron, men i början av 1800-talet finns flera rapporter om tillfällen då den fallit sönder.  Ansvaret för bron låg på Trollhätte kanalverk, snarare än på staden Vänersborg.
En likarmad svängbro byggdes över Karls grav vid Gropbron 1899. Den bestod av två spann som mätte nio meter var.
1910 påbörjades en kanalutvidgning, då man breddade Trollhätte kanal och muddrade Karls grav, Vassbotten samt den sträcka längs Blåsutstranden där den nya farleden skulle gå. Man började då också ställa i ordning landfästen för en svängbro intill det dåvarande broläget, men lite närmare Vassbotten. Konstruktör för den nya bron var Ernst Nilsson, som också ritat Dalbobron av samma typ i nordvästra Vänersborg. Landfästena blev färdiga mot slutet av 1911 och bron stod färdigmonterad i augusti 1912, där den låg bredvid den gamla bron som monterades ned i december samma år. Den nya bron var 55 meter lång och cirka 6 meter bred.
Den nuvarande bron stod klar hösten 1966. Den ligger ytterligare något närmare Vassbotten än de tidigare broarna. Bron byggdes som en dubbelklaffbro med en fri spännvidd på 34 meter. Den totala brolängden inklusive landfästena blev närmare 90 meter. Kostnaden för att bygga bron gick på närmare sju miljoner kronor i dåtidens penningvärde, och arbetet med bron utfördes av Stockholmsföretaget Christiani & Nielsen med en klaffkonstruktion från Bröderna Hedlund från Stockholm.

## Galleri

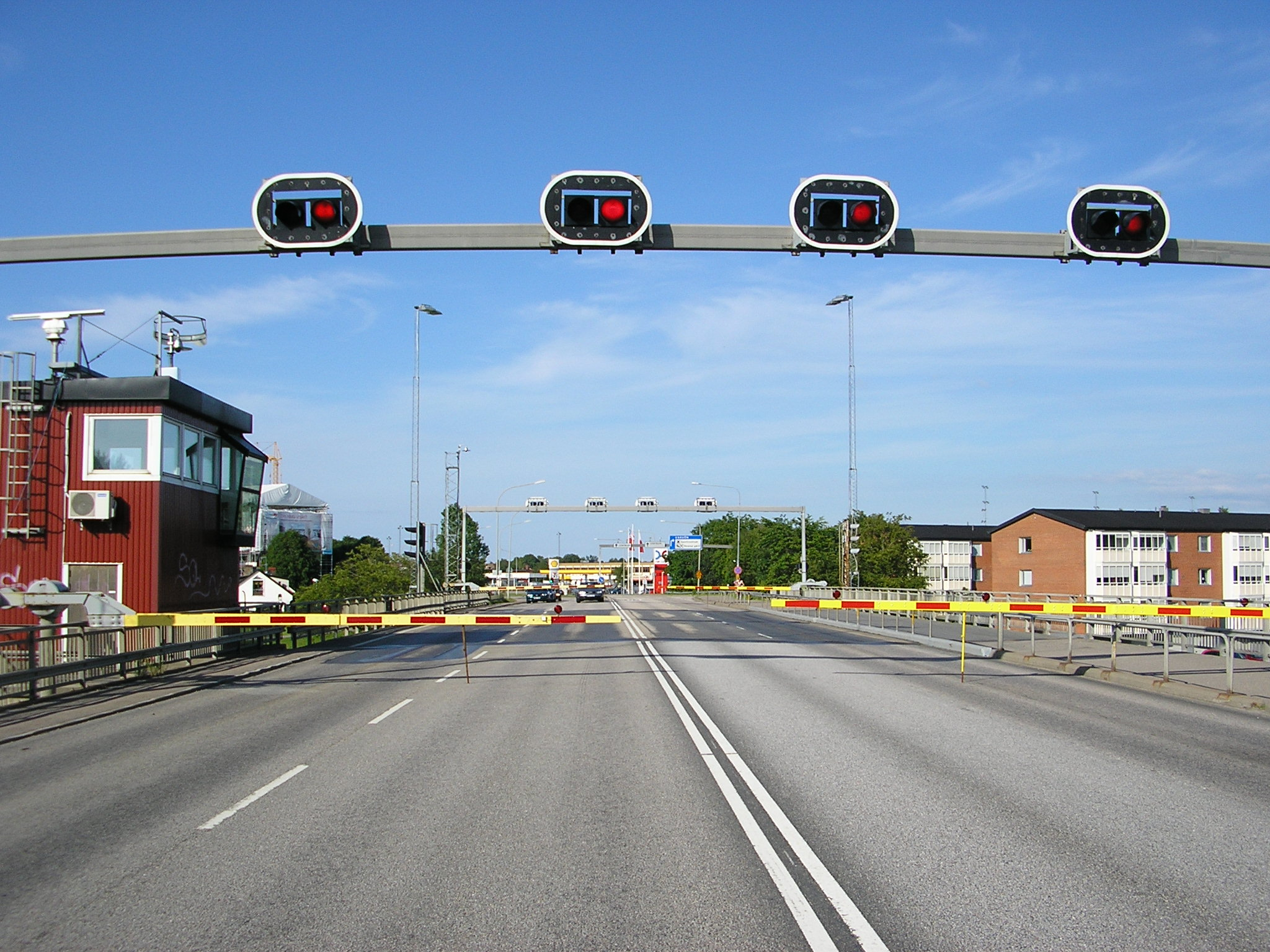
Gropbron inför broöppning.
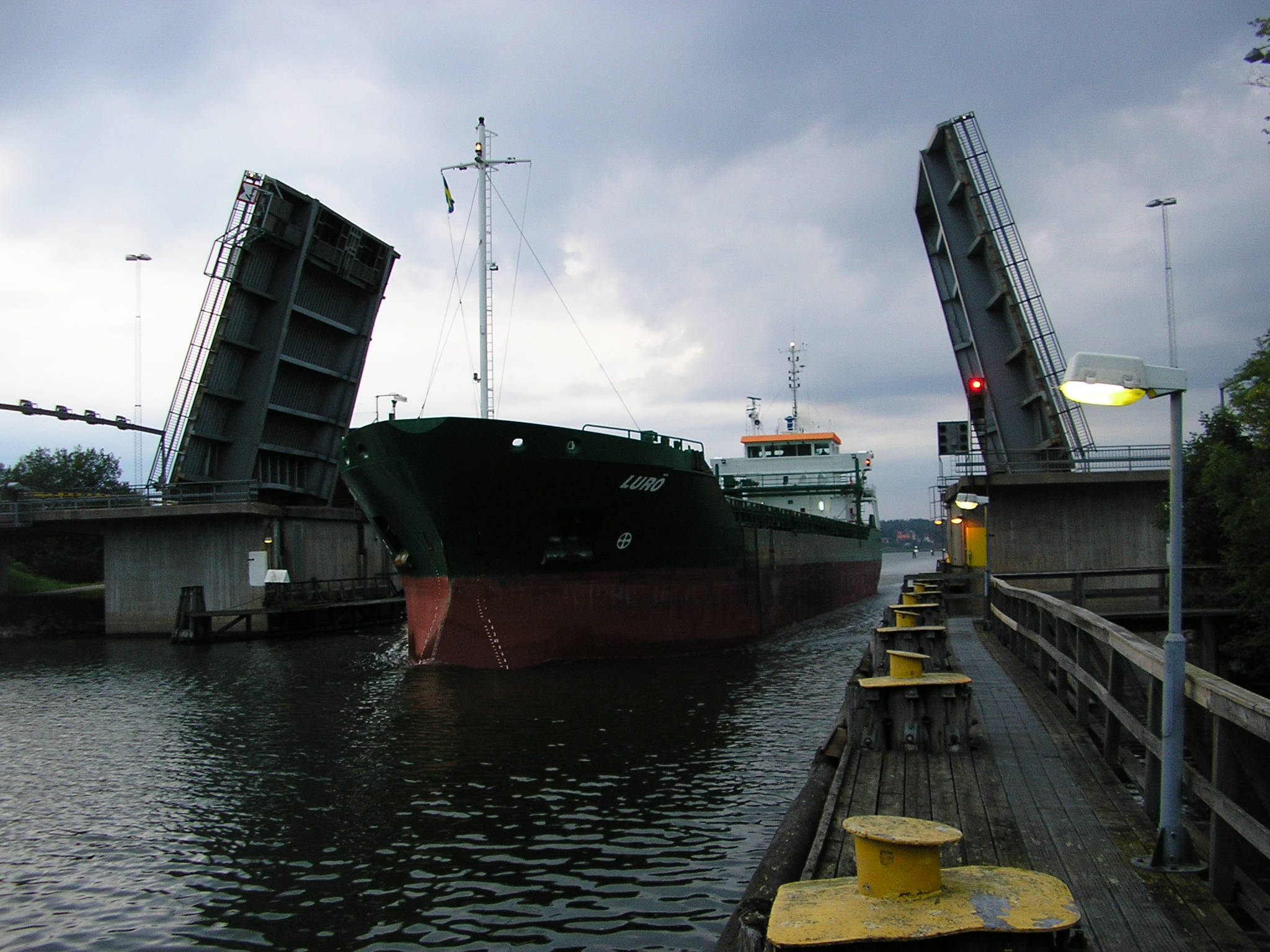
M/S Lurö på väg in i Karls grav från Vassbotten.
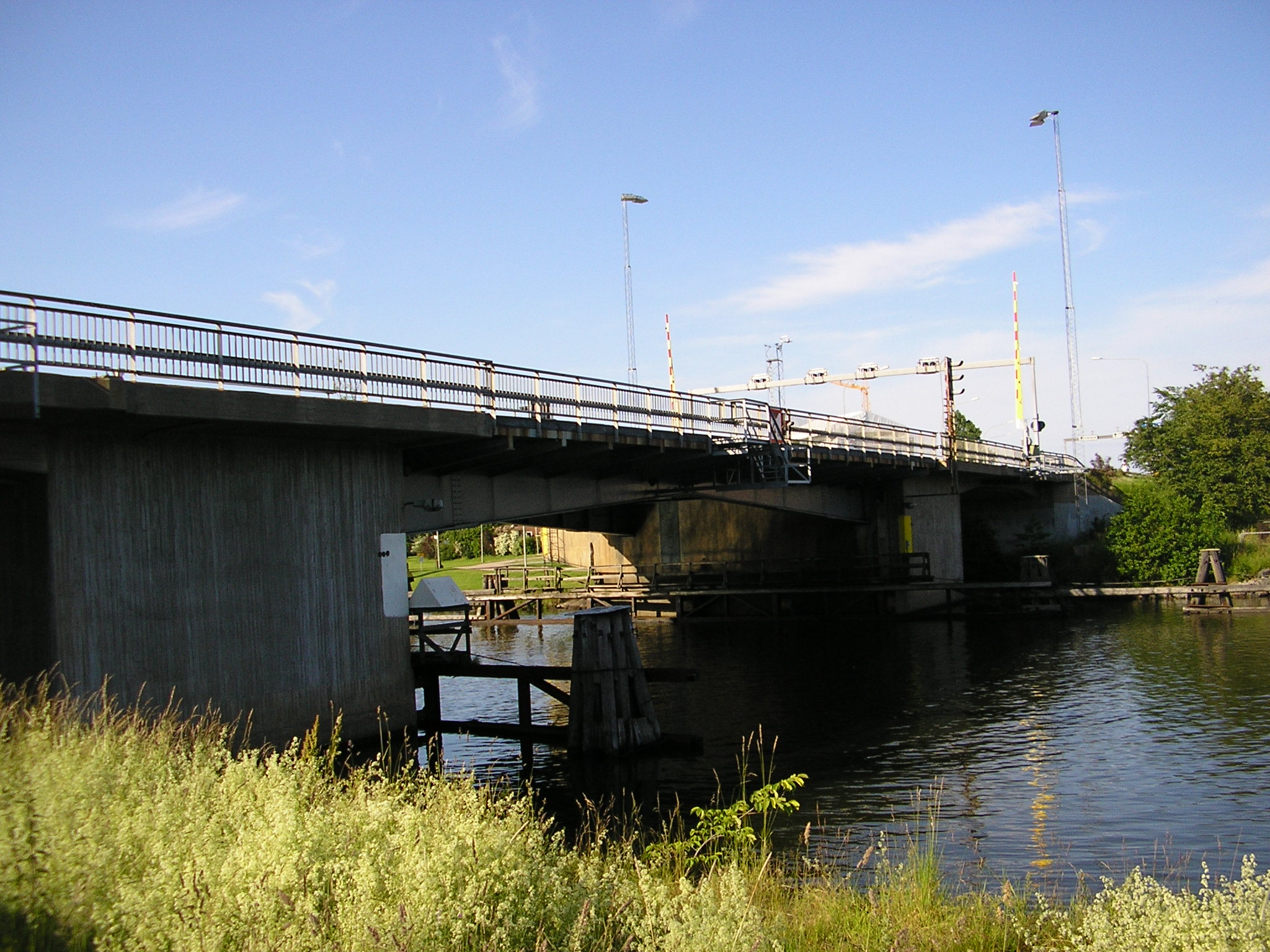
Gropbron i vanligt, nedfällt skick.